# Winna Góra (Wzgórza Trzebnickie)
Winna Góra - wzniesienie (219 m n.p.m.), w południowo-zachodniej Polsce, na Wzgórzach Trzebnickich, w Wale Trzebnickim.
Wzniesienie położone jest we wschodniej części Wału Trzebnickiego, w północno-wschodniej części Wzgórz Trzebnickich, zwanych Kocimi Górami, na terenie miasta Trzebnicy około 1,1 km na północny wschód od centrum. W języku niemieckim góra nosiła nazwę Weinberg.
Niewielkie, jedno z wyższych wzniesień w głównym grzbiecie Wzgórz Trzebnickich, tworzące w partii szczytowej rozległą wypukłą powierzchnię, o kopulastym kształcie, z niewyraźnie podkreślonym płaskim szczytem, o łagodnie opadającym wschodnim i północnym zboczu, zbocza zachodnie i południowe są wyraźniej podkreślone i nadają wzniesieniu charakter góry.
Wzniesienie typu morenowego zbudowane od podstaw z trzeciorzędowych iłów miocenskich i pliocenskich, pokrytych czwartorzędowymi osadami lodowcowymi i eolicznymi.
Szczyt góruje nad północno-wschodnią stroną Trzebnicy położonej u podnóża. Niewielką część szczytu, oraz południowo-zachodnią część zbocza pokrywają niewielkie obszarowo połacie zadrzewień, południowe partie zbocza zajmują w większości ogrody działkowe i sady, pozostałe zbocza zajmuje park krajobrazowo wypoczynkowy.